# Беккер, Ян Самуэль
Ян Самуэль Беккер (1730-е годы, Саксония, Германия, — Минск, дата смерти неизвестна) — немецкий архитектор второй половины XVIII века, ученик Я.З Дейбеля. Придворный архитектор князей Сапег.

## Биография
Появился на свет в начале 1730 — х годов в Саксонии. Возможно, обучался в мастерской дрезденского архитектора И. К. Кнефеля, после чего был принят на службу в Саксонский строительный департамент.
В середине XVIII века появился в Великом княжестве Литовском. С 1760-х годов работал у князей Сапег.
Согласно официальным данным инвентаря 1793 года известно, что за Беккером числился одноэтажный деревянный дом в Ружанах, а последнее документальное подтверждение его проживания здесь было датировано 1808 годом. Последние пенсионные выплаты совершены в Минске, где, возможно, и скончался зодчий.

## Творчество
Среди его главных работ следует отметить Деречинский дворец Сапег, перестройку дворцового комплекса в Ружанах, а также Церкви Пресвятой Троицы и Петропавловской церкви в этом же поселке. Помимо прочего, по проекту Беккера был возведен частный театр князей Сапег, располагавшийся на территории их резиденции. За свою работу архитектор получил от Сапег пожизненную пенсию общим размером в 2160, а после и в 2520 злотых. Кроме планов перестройки ружанских владений Сапег, сохранились также и проекты работ Беккера для их владений в Вильнюсе (нынешняя Литва).
Благодаря его деятельности дворцово-парковое искусство в Беларуси достигло качественного европейского уровня, а произведения мастера стали образцом белорусского классицизма.